# 西村京太郎原作のテレビドラマ
『西村京太郎原作のテレビドラマ』（にしむらきょうたろうげんさくのテレビドラマ）では、西村京太郎の推理小説を原作としたテレビドラマについて記述する。

## 十津川警部シリーズのドラマ化作品

### 概要
『十津川警部シリーズ』のドラマ化作品としては、テレビ朝日系の『西村京太郎トラベルミステリー』、TBS系の『西村京太郎サスペンス 十津川警部シリーズ』が主なシリーズ作品である。
『西村京太郎トラベルミステリー』は「土曜ワイド劇場」枠で放送されていたシリーズである。1979年よりABC・大映企画・大映京都撮影所制作の3作品が放送され、1981年から2022年までのテレビ朝日・東映制作版が放送されていた。
『西村京太郎サスペンス 十津川警部シリーズ』は、「月曜ゴールデン」枠で放送されたシリーズである。放送枠のタイトルが「月曜ドラマスペシャル」であった1992年よりTBS・テレパック制作版が放送されている。ただし、現在のテレパック版とは別に、1982年よりTBSが「ザ・サスペンス」枠で、『西村京太郎サスペンス 十津川警部シリーズ』と題した大映テレビ製作のシリーズを放送していた。第1作は十津川警部が宝田明、亀井刑事が犬塚弘、日下刑事が三ツ木清隆で、第2作以降は十津川警部が若林豪、亀井刑事が坂上二郎、日下刑事が金田賢一である。ちなみに、網走刑務所から刑期を終えて事件に巻き込まれてしまう、十津川警部の元部下の橋本豊を演じたのは近藤正臣だった。
亀井刑事の名前は、テレビ朝日・東映版では「亀井定夫」、TBS・テレパック版では「亀井定雄」、フジテレビ・FINE版では「亀井定男」と若干異なる。また、階級も巡査部長、警部補と作品によりまちまちである。
なお、役名は異なるが、いずれの作品も西村京太郎とゆかりの深い山村美紗の娘・山村紅葉が出演していることでも知られる（このほか「金曜プレステージ」版にも平塚八重子として出演している）。
1990年より、テレビ朝日の「火曜ミステリー劇場」で、『西村京太郎スペシャル』と題して、十津川警部を高橋英樹、亀井刑事をいかりや長介、日下刑事を川崎麻世が演じた新シリーズが、3作品放送された。
2003年よりテレビ東京が『西村京太郎トラベルサスペンス』のタイトルで3作品を放送した。こちらは亀井警部補をメインにしており、小林稔侍が亀井警部補を、萩原健一（第1作）と神田正輝（第2作以降）が十津川警部を演じている（山村紅葉はこのシリーズにも出演していた）。
2009年からは、フジテレビの「金曜プレステージ」で若き日の十津川刑事を描く『十津川刑事の肖像』、のち改題して『十津川捜査班』が放映され、十津川刑事を高嶋政伸、亀井刑事を古谷一行が演じている。

### テレビ朝日

#### 西村京太郎トラベルミステリー（三橋達也 / 三橋達也 → 高橋英樹）
テレビ朝日系列にて放送されているシリーズである。朝日放送・大映企画・大映京都撮影所制作による3作品と、テレビ朝日・東映制作による現在放送中のシリーズがある。
朝日放送版は1979年から1982年までに『土曜ワイド劇場』にて3作品が放送され、前後してテレビ朝日版が1981年から放送を開始した。第65作までは『土曜ワイド劇場』にて、第66・67作は『土曜プライム・土曜ワイド劇場』にて、それぞれ放送されている。
十津川警部は、朝日放送・大映版とテレビ朝日・東映版を通じて1981年から1999年まで三橋達也が演じ、2000年からは高橋英樹が演じている。

#### 西村京太郎スペシャル（高橋英樹）
1990年から1991年までテレビ朝日・東映の製作、『火曜ミステリー劇場』にて3作品が放送された。

##### キャスト

###### 警視庁捜査一課 十津川班
- 十津川省三（警視庁捜査一課 警部） - 高橋英樹
- 日下淳一（警視庁捜査一課 刑事） - 川﨑麻世
- 清水新一（警視庁捜査一課 刑事） - 高岡健二[1]（第3作）
- 西本功（警視庁捜査一課 刑事） - 阪本良介（第3作）
- 亀井定夫（警視庁捜査一課 刑事） - いかりや長介

###### 警察関係者
- 三上（警視庁警視） - 鈴木瑞穂（第2作） → 加藤和夫（第3作）

###### ゲスト
第1作「十津川警部の挑戦」（1990年）
- 佐々木季見子 - 伊藤かずえ
- 石崎駿 - 夏夕介
- 森さつき - 山村紅葉
- 堀江正彦 - 中山仁
- 山脇 - 仲本工事
- 菅貫太郎、加藤和夫、うえだ峻、伊庭剛、沖田さとし、日野道夫、八木隆、入江正徳、藤田敏章、村上幹夫、江藤漢、河合絃司、志賀実、野呂瀬初美、平井太佳子、小寺大介、越村公一、真崎理、三沢明美、倉田健、原田和彦、高田恵梨子、工藤統太郎、五野上力、今野史尚、伊東あつ子、渕野直幸、瀬木一政、曽我部夫佐子、三上久美子、村越保夫、名川貞郎、佐々森勇二、小山昌幸、上村香子、日高澄子、奥村公延

第2作「十津川警部の対決」（1991年）
- 永井桐子 - 南條玲子
- 井原さよこ - 山村紅葉
- 団時朗、米山善吉、伊庭剛、うえだ峻、浅見小四郎、小山武宏、岡本達哉、小林勝也、奥野匡、高岡良平、原田和彦、岡田祐一、真崎理、須藤正裕、河合絃司、磯辺万沙子、清水馨、平井一幸、村上幹夫、山浦栄、岩切慶暉、岡本尚子、内田修司、大木戸真治、佐々森勇二、野村和也、藍田みちる、深見辰二、檜山千明、池上公司、松下昌司、神戸誠治、福田祐昌、北原広伸、谷口公一、望月貞治、神崎明、作原利男、山野井進治、沢田安子、西川菜美、鈴木梨沙、島麻里絵、島頌平、下前明日香

第3作「十津川警部の反撃」（1991年）
- 井岡あや子（中原雅男の婚約者） - 河合奈保子
- 伊原孝平（ジャーナリスト） - 小倉一郎
- 沼田（石川県警 刑事） - 出光元
- 原田光江（ユキエの叔母） - 石井富子
- エリ（大野の秘書） - 栗田よう子
- ケイ・トーマス（告発グループの代表者） - ルビー・モレノ
- 大野（三津山化学工業 研究所所長） - 仙波和之
- やよい観光の担当者 - 森章二
- ハルコ（金沢のホステス・恭子の同僚） - 三沢明美
- 田代恭子（金沢のホステス） - 二階堂美由紀
- 桂木雄一郎（三津山化学工業 社長） - 根上淳
- 有沢雄三（三津山化学工業 本社部長・元警視庁刑事部長） - 渥美国泰
- 雪絵ゆき、武見龍磨、徳江一裕、阪本良介、広世克則、愛川絢子、青江薫、岡野耕作、原田和彦、森岡いづみ、佐久間まち子、後藤修、奥久俊樹、古橋かずえ、三角有季子、橋本隆司、神崎文枝

##### スタッフ
- 企画 - 白崎英介（テレビ朝日）
- 脚本 - 石原武龍
- 音楽 - 羽田健太郎
- 監督 - 松尾昭典、村川透
- プロデューサー - 小関明（テレビ朝日）、五十嵐文郎（テレビ朝日）、福湯通夫（東映）、加藤貢（東映）
- 制作 - テレビ朝日、東映

##### 放送日程
| 話数 | 放送日        | サブタイトル     | 原作                               | 脚本     | 監督     |
| ---- | ------------- | ---------------- | ---------------------------------- | -------- | -------- |
| 1    | 1990年7月17日 | 十津川警部の挑戦 | 「十津川警部の挑戦」〈上巻・下巻〉 | 石原武龍 | 松尾昭典 |
| 2    | 1991年3月26日 | 十津川警部の対決 | 「十津川警部の対決」               | 石原武龍 | 村川透   |
| 3    | 9月24日       | 十津川警部の反撃 | 「『のと恋路号』殺意の旅」         | 石原武龍 | 松尾昭典 |

### TBS

#### 西村京太郎サスペンス 十津川警部シリーズ（宝田明 → 若林豪）
1982年から1984年までTBS・大映テレビの製作、『ザ・サスペンス』にて5作品が放送された。

#### 西村京太郎サスペンス 十津川警部シリーズ（渡瀬恒彦）
1992から2015年までTBS・テレパックの製作、「月曜ドラマスペシャル」 → 「月曜ミステリー劇場」 → 「月曜ゴールデン」にて54作品が放送された。

#### 西村京太郎サスペンス 新・十津川警部シリーズ（内藤剛志）
2017年からTBS系の「月曜名作劇場」で放送されているシリーズ。

### テレビ東京

#### 西村京太郎トラベルサスペンス（小林稔侍）
2003年から2004年までテレビ東京・BSジャパン共同制作「女と愛とミステリー」で放送されたシリーズ。全3回。主演は小林稔侍。
本放送1作目と2作目は「西村京太郎サスペンス」。3作目のみ「西村京太郎トラベルサスペンス」。

##### キャスト

###### 警視庁捜査一課 十津川班
- 亀井定雄（警視庁捜査一課強行犯捜査3係 警部補） - 小林稔侍
- 日下淳一（警視庁捜査一課強行犯捜査3係 刑事） - 坂上忍
- 泉洋子 → 泉祥子（警視庁捜査一課強行犯捜査3係 刑事） - 山村紅葉（第2作・第3作）
- 山本（警視庁捜査一課強行犯捜査3係 刑事） - 藤タカシ（第1作） → 尾形大作（第2作・第3作）
- 森（警視庁捜査一課強行犯捜査3係 刑事） - 佐野圭亮[2]（第1作） → 岸本祐二（第2作） → 小野聖心（第3作）
- 小西（警視庁捜査一課強行犯捜査3係 刑事） - 田中哲司（第1作） → 佐野圭亮[2]（第2作） → 弓田真好杜（第3作）
- 大田（警視庁捜査一課強行犯捜査3係 刑事） - 小林健（第2作・第3作）
- 十津川省三（警視庁捜査一課強行犯捜査3係 警部） - 萩原健一（大映テレビ版・第1作） → 神田正輝（PROTX版・第2作 - ）

###### 警察関係者
- 高橋保（警視庁刑事部長） - 若林豪

###### ゲスト
第1作「日本一周「旅号」殺人事件」（2003年）
- 赤森陽子（「日本一周ツアー」主任添乗員） - 国生さゆり
- 福原雅樹（「日本一周ツアー」添乗員） - 光石研
- 和田由紀（「日本一周ツアー」客・柴田の恋人） - 大路恵美
- 柴田大輔（「日本一周ツアー」客） - 小沢和義
- 井上哲郎（「日本一周ツアー」客） - 平野稔
- 矢沢和也（雑誌記者） - 小林健
- 川崎聡（「日本一周ツアー」客・病院の事務長） - 市原清彦
- 刑事 - 樽沢勇紀
- 刑事 - 柴田明良
- 藤井正博（「日本一周ツアー」客） - 岡部務
- 西岡洋二（「日本一周ツアー」客） - 天現寺竜
- 安藤行雄 - 西川弘志
- 岡島（三田の秘書・元新宿東警察署 刑事） - 尾形大作
- 古賀（三田の秘書） - 藤田宗久
- 浜野宏（純正堂大学病院 薬学部 教授） - 伊藤昌一
- 「日本一周ツアー」に参加した女性客 - 久保内亜紀
- 「日本一周ツアー」に参加した女性客の友人 - 伊藤雅子
- 機動捜査隊 - 野村信次
- 小村康夫（医師） - 佐藤旭
- 柳沼郁子（三田の愛人） - 宇津宮雅代
- 三田良介（国土交通大臣・元厚生大臣） - 石立鉄男

第2作「寝台特急「はやぶさ」の女」（2004年）
- 小田あかり（大原鉄鋼本社企画部 元部長秘書） - 川島なお美
- 原口由紀（昭の妻） - 三原じゅん子
- 古賀正夫（カメラマン・亀井の後輩） - 尾美としのり
- 岸加代子（要の妹） - 山口リエラ
- 棚橋（大原鉄鋼本社 社員） - 天現寺竜
- 江坂みゆき（東都大学 学生・江坂の娘） - 番場祐海
- 古賀幸子（正夫の妻・妊婦） - 美栞了
- 江坂（大原鉄鋼本社 経理部長・1か月前死亡） - 加世幸市
- 棚橋京子（棚橋の妻） - 菊池かおり
- 岸要（町工場社長・あかりの恋人・2年前自殺） - 佐藤旭
- 立花（大阪府警察 警部） - 大門正明
- 原口昭（大原鉄鋼本社 企画部長・婿養子） - 梨本謙次郎

第3作「寝台特急（ブルートレイン）八分停車」（2004年）
- 中根恭子（鳥場総合病院 副院長） - 藤真利子
- 江島陽一（鳥場総合病院 外科医） - 津村鷹志
- 河合伸義（鳥場総合病院 研修医） - 志村東吾
- 鳥場正行（鳥場総合病院 院長） - 阿部六郎
- 小野英明（鳥場総合病院 経理課長） - 山田百貴
- 鳥場優子（鳥場の娘） - 長谷川かずき
- 石井三郎（鳥場総合病院の入院患者・トラックドライバー） - ぶっちゃあ
- 佐山あきら（君枝のヒモ・新宿ホスト） - 梅田凡乃
- ファッションエステ「夢」店長 - 串間保
- 君枝のアパート管理人 - 卜字たかお
- 広田紀子（鳥場総合病院 看護師） - 七森美江
- 農家 - 本多晋
- 篠原孝政（東都医科大学付属病院 事務局長） - 加世幸市
- 冒頭のジョギングの女性 - 鈴木ひろみ
- 林君江（ファッションエステ「夢」エステ嬢・東都医科大学付属病院 元看護師） - 永住千夏
- 斉藤秀雄（鳥場総合病院 外科部長・優子の婚約者） - 三浦浩一

##### スタッフ
- 脚本 - 友澤晃一（大映テレビ版・第1作）、山浦弘靖（PROTX版・第2作 - ）
- 監督 - 南部英夫
- 製作 - テレビ東京、大映テレビ（第1作）、PROTX（第2作 - ）

##### 放送日程
| 話数 | 放送日        | サブタイトル                       | 原作                                             | 脚本     | 監督     | 視聴率 |
| ---- | ------------- | ---------------------------------- | ------------------------------------------------ | -------- | -------- | ------ |
| 1    | 2003年4月23日 | 日本一周「旅号」殺人事件           | 「日本一周『旅号』殺人事件」                     | 友澤晃一 | 南部英夫 | 11.3%  |
| 2    | 2004年1月07日 | 寝台特急「はやぶさ」の女           | 「寝台特急『はやぶさ』の女」（サンケイ・ノベル） | 山浦弘靖 | 南部英夫 | 10.9%  |
| 3    | 8月18日       | 寝台特急（ブルートレイン）八分停車 | 「寝台特急〈ブルートレイン〉八分停車」           | 山浦弘靖 | 南部英夫 | 08.6%  |

- 視聴率はビデオリサーチ調べ、関東地区・世帯

#### 西村京太郎サスペンス 十津川警部の事件簿（船越英一郎）
2020年5月25日にテレビ東京「月曜プレミア8」で放送された。

### フジテレビ

#### 西村京太郎サスペンス 十津川刑事の肖像 / 十津川捜査班（高嶋政伸）
2009年からフジテレビ系の「金曜プレステージ」 → 「金曜プレミアム」で放送されているシリーズ。『十津川刑事の肖像』のタイトルで開始され、第7作から『十津川捜査班』に改題された。若き日の十津川刑事を描いており、十津川刑事を高嶋政伸、亀井刑事を古谷一行が演じている。

### その他
シリーズ化していない作品には以下のものがある。
- 1981年に日本テレビの「火曜サスペンス劇場」で、夏木勲が十津川警部を演じた『消えたタンカー』が放送されたが、本作の主役は十津川警部ではない。
- 1986年にフジテレビの「木曜ドラマストリート」で、『展望車殺人事件』が、堤大二郎が演じる西本刑事を主人公にして放送された。十津川警部は石立鉄男、亀井刑事は山谷初男が演じている。
- 1987年にフジテレビの「金曜女のドラマスペシャル」で、十津川警部を小野寺昭、亀井刑事を川谷拓三が演じた『寝台特急はやぶさの女』が放送された。
- 1989年にフジテレビの「男と女のミステリー」で、十津川警部を小野寺昭、亀井刑事を室田日出男が演じた、『寝台特急ゆうづるの女』が放送された。

## その他の2時間ドラマシリーズ

### 西村京太郎サスペンス 探偵 左文字進
1999年からTBS系の「月曜ドラマスペシャル」 → 「月曜ミステリー劇場」 → 「月曜ゴールデン」で放送されているシリーズ。水谷豊の主演で、元弁護士の私立探偵左文字進を主人公とする。

### 西村京太郎サスペンス 鉄道捜査官
2000年からテレビ朝日系の「土曜ワイド劇場」 → 「日曜ワイド」で放送されているシリーズ。沢口靖子の主演で、第2作までは『鉄道おんな捜査官 花村乃里子』というタイトルであった。第1作、第3作は西村原作ではない。その他は『十津川警部シリーズ』が原作であるが、十津川警部たちは登場しない。

### 西村京太郎スペシャル 警部補・佐々木丈太郎
2009年からフジテレビ制作、「金曜プレステージ」枠で放送されているシリーズ。連作短編『佐々木刑事シリーズ』が原作で、寺脇康文の主演による。第1作は『警視庁三ツ星刑事・佐々木丈太郎』のタイトルであった。

### トラベルライター青木亜木子
2013年からテレビ東京・BSジャパン共同制作、「水曜ミステリー9」枠で放送されているシリーズ。友近の主演による。

### お局探偵亜木子&みどりの旅情事件帳
1997年から2003年までフジテレビ系の「金曜エンタテイメント」で放送されたシリーズ。
斉藤慶子演じる雑誌記者の寺内亜木子と、久本雅美演じるカメラマンの林みどりが事件に挑む。
第4作、第5作は旅先での事件ではないため、『お局探偵亜木子&みどりの純情事件帳』というタイトルになっている。
また、シリーズ名はついていないが「金曜エンタテイメント」では、1995年から1996年に、寺内亜木子を沢口靖子、林みどりを小林聡美が演じた「環状線に消えた女」と「四国情死行」の2作品も放送されている。

### 冤罪シリーズ
2000年から2003年までTBS系の「月曜ドラマスペシャル」と「月曜ミステリー劇場」で放送されたシリーズ。
西村の推理小説『ハイビスカス殺人事件』と『殺人者はオーロラを見た』の2作に登場する、大学の民俗学の教授・若杉徹を主人公とする。
タイトルの通り、若杉が冤罪事件に挑むストーリーとなっている。西村は「原案」とクレジットされている。

### 西村京太郎スペシャル 十津川警部夫人の旅情殺人推理
2003年から2005年までフジテレビ系の「金曜エンタテイメント」で放送されたシリーズ。萬田久子の主演で、十津川警部の妻である十津川直子を主人公にしている。
第3作には、地井武男演じる亀井刑事が登場したが、十津川警部が登場したことは無い。

### 美人OL探偵と窓際刑事
1988年から1989年までテレビ朝日系「火曜スーパーワイド」で放送されたシリーズ。全3回。主演は河合奈保子。テレビ朝日・東映の製作。
『西村京太郎トラベルミステリー』と冠しており、『十津川警部シリーズ』を原作としているが、十津川警部たちは登場せず、河合奈保子演じるOLの矢木明日美と、近藤正臣演じる刑事の矢木耕介の親子が事件に挑むシリーズである。親子といっても恋人か夫婦のような雰囲気で、明日美は父親を「コースケさん」と呼ぶ。
後に西村による『十津川警部シリーズ』の短編「死体は潮風に吹かれて」に矢木親子が登場した。内容は十津川と共に捜査協力するというもの。

#### キャスト

##### レギュラー
- 矢木明日美（OL） - 河合奈保子
- 染奴 - 蜷川有紀（第2作・第3作）
- 矢木耕介（明日美の父・刑事） - 近藤正臣

##### ゲスト
第1作「死を運ぶ新特急「谷川7号」」（1988年）
- アヤコ（前田の事務所の社員） - 蜷川有紀
- 前田哲夫（新進デザイナー） - 並木史朗
- 秋山久志（一子の元夫・フリーの雑誌記者） - 西田健
- マキ（前田の事務所の社員） - 山村紅葉
- 赤木（刑事） - 伊庭剛
- ホステス - 浅見美那
- ユカリ（秋山が電話していた女性） - 城源寺くるみ
- 刑事 - 高峰圭二
- ケイコ（一子の秘書） - 千種かおる
- 渋川駅の駅員 - 吉田良全
- ユカリの友人 - 須部浩美
- 林一子（商業デザイナー） - 田島令子
- 田辺（沼田中央警察署 警部・矢木耕介の上司） - 神山繁
- 国守男、中川真由美、市川薫、桜井叶、市麻亮子、木村修、辻ひろみ、樹高幸太郎、伊藤智之、浜博文、細田明、平山裕美、唐沢裕二、稲垣はるみ、西本太輔、松尾浩一

第2作「南紀白浜振り子電車殺人事件」（1989年）
- 池田章子 - 中島はるみ
- 崎田幸枝 - 山村紅葉
- ぼたん - 城源寺くるみ
- 西川（刑事） - 樋口悟郎
- 小坂友子 - 清水由貴子
- 大山（警部） - 名古屋章
- 北村総一朗、南條豊、高峰圭二、井上倫宏、森あつこ、星野美恵子、浜博文、須部浩美、中尾加奈子、山岡八高、村國守平、中西喜美恵、岡田洪志、井上茂、梶周平、吉田美和、石部英雄、米崎初美、細田明

第3作「L特急あさま信濃路殺人事件」（1989年）
- 池田有子 - 沖直美
- 永井恵美子 - 山村紅葉
- 深見次郎 - 火野正平
- 横井弥生 - 浅野愛子
- 真田政司 - 小坂一也
- 田所（警部） - 名古屋章
- 伊庭剛、樋口悟郎、鶴間エリ、城源寺くるみ、古田将士、井出一男、奥久俊樹、伊藤博、徳巻駒子、伊吹めぐみ、若松達也、宿久智清、伊藤智之、伊藤聡太、五野上力、吉川將、なかや花

#### スタッフ
- 企画 - 白崎英介（テレビ朝日）
- 脚本 - ちゃき克彰
- 音楽 - 大野克夫
- 監督 - 山本邦彦
- プロデューサー - 加藤守啓（テレビ朝日）、小関明（テレビ朝日）、福湯通夫（東映）、加藤貢（東映）
- 制作 - テレビ朝日、東映

#### 放送日程
| 話数 | 放送日        | サブタイトル               | 原作                                                     | 脚本       | 監督     |
| ---- | ------------- | -------------------------- | -------------------------------------------------------- | ---------- | -------- |
| 1    | 1988年7月19日 | 死を運ぶ新特急「谷川7号」  | 「死を運ぶ特急『谷川5号』」 （「展望車殺人事件」所収）   | ちゃき克彰 | 山本邦彦 |
| 2    | 1989年4月18日 | 南紀白浜振り子電車殺人事件 | 「振り子電車殺人事件」 （「L特急踊り子号殺人事件」所収） | ちゃき克彰 | 山本邦彦 |
| 3    | 12月26日      | L特急あさま信濃路殺人事件  | 「EF63形機関車の証言」                                   | ちゃき克彰 | 山本邦彦 |

### 美人女子大生妻探偵と田舎刑事
1990年にテレビ朝日系で放送されたシリーズ。放送枠が「火曜スーパーワイド」から「火曜ミステリー劇場」へ改められたため、シリーズも前作の『美人OL探偵と窓際刑事』から一新した。
松本伊代演じる女子大生の森池朝子と、近藤正臣演じる刑事の森池雄司の夫妻が事件に挑むシリーズである。制作はテレビ朝日・東映である。

#### キャスト

##### レギュラー
- 森池朝子（聖明女子大学の学生） - 松本伊代
- 梅田美鈴（コンパニオン） - 蜷川有紀
- 田所幸子（田所の娘） - 山村紅葉
- 田所（松山南警察署 警部・雄司の上司） - ケーシー高峰
- 森池雄司（朝子の夫・松山南警察署 刑事） - 近藤正臣

##### ゲスト
第1作「特急しおかぜ四国殺人ルート」（1990年）
- 今中みゆき（定期入れを拾った女性） - 芦川よしみ
- 刑事 - 南條豊
- 刑事 - 伊庭剛
- ヤスオ（裕子の夫） - 高峰圭二
- 竹内裕子（結婚紹介所の社長） - 藤山律子
- 鉄道警察隊の職員 - 吉田良全
- 公園の管理事務所の職員 - 鎌田功
- 加東俊一 - 西田健
- 佐藤恵利、小倉雄三、小野洋子、向井裕子、田中由美子、福田直美、伊吹めぐみ、大田恵子、石原麻衣、佐藤好広、遠藤さとみ

第2作「特急ひたち奥久慈温泉殺人ルート」（1990年）
- 今西めぐみ - 鹿取洋子
- 池島弘子 - 南條玲子
- 津村明男 - 藤堂新二
- 兼田晴巨、伊庭剛、高峰圭二、御道由紀子、竹嶋康成、伊吹めぐみ、江上真吾、竜川真、毛利仁美、山崎美加、平井一幸、福田豊土

#### スタッフ
- 脚本 - ちゃき克彰
- 監督 - 鷹森立一（第1作）、日高武治（第2作）
- 制作 - テレビ朝日、東映

#### 放送日程
| 話数 | 放送日        | サブタイトル                   | 原作                                                               | 脚本       | 監督     |
| ---- | ------------- | ------------------------------ | ------------------------------------------------------------------ | ---------- | -------- |
| 1    | 1990年4月10日 | 特急しおかぜ四国殺人ルート     | 「海を渡る殺意―特急しおかぜ殺人事件」 （「十津川警部の困惑」所収） | ちゃき克彰 | 鷹森立一 |
| 2    | 11月6日       | 特急ひたち奥久慈温泉殺人ルート | 「死が乗り入れて来る」 （「十津川警部の困惑」所収）                | ちゃき克彰 | 日高武治 |

## 連続ドラマ

### 消えた巨人軍
同名小説のドラマ化作品。1978年9月1日から9月29日にかけて、日本テレビ系で放送された。本作の主人公も左文字進であるが、このドラマでは私立探偵でなく刑事になっており、藤岡弘が演じている。

## シリーズ化していない作品

### 恐怖劇場アンバランス「殺しのゲーム」
1973年にフジテレビ系で放送された『恐怖劇場アンバランス』の第3話『殺しのゲーム』（1月22日放送、岡田英次主演）は、西村の同名小説を原作とする。

### 土曜ワイド劇場
テレビ朝日系の「土曜ワイド劇場」では、『西村京太郎トラベルミステリー』の他にも、西村の小説を原作としたドラマを単発で放送している。
- 図ぶとい奴・危険な賭け（1978年2月18日、主演：坂上二郎）
- ０計画を阻止せよ 総理大臣誘拐!!（1979年3月3日、主演：黒沢年男）
- 妻が三人いる家　死者は告発する！年上の女の妖しい魅力に…（1984年12月29日、主演：小川真由美）
- 人妻の背徳日記殺人事件　"Ｍ子像"だけが知っていた完全犯罪！（1986年6月14日、主演：石立鉄男）※原作「殺意の設計」

### 火曜サスペンス劇場
日本テレビ系の「火曜サスペンス劇場」では、十津川警部が登場する『消えたタンカー』の他にも、西村の小説を原作としたドラマを放送している。
- 受験地獄（1982年1月12日、主演：太川陽介）
- 影なき殺意（1982年6月22日、主演：泉ピン子）
- 三年目の誤算（1986年8月26日、主演：中井貴恵）※原作「夜の脅迫者」
- L特急さざなみ7号で出会った女（1988年5月3日、主演：沢田亜矢子）※原作「内房線で出会った女-さざなみ7号」

### 金曜女のドラマスペシャル
フジテレビ系の「金曜女のドラマスペシャル」で、十津川警部を小野寺昭、亀井刑事を川谷拓三が演じた『寝台特急はやぶさの女』の他にも、西村の小説を原作としたドラマを放送している。
- 北陸L特急 殺しの双曲線（1987年4月3日、主演：沢田亜矢子）

### 女と愛とミステリー
テレビ東京系の「女と愛とミステリー」では、『十津川警部シリーズ』を原作とする『西村京太郎トラベルサスペンス』（上述）の他にも、西村の初期の小説をテレビドラマ化している。
- 四つの終止符（2001年1月17日、主演：かたせ梨乃）
- 天使の傷痕（2001年7月4日、主演：村上弘明）
- 脅迫者（2001年10月21日、主演：伊藤蘭）

### 西村京太郎サスペンス トラベルライター 榊佑子の殺人紀行
2008年1月30日にテレビ東京制作、「水曜ミステリー9」枠で放送された。原作は『愛と殺意の中央本線』。主演は水野真紀。

#### キャスト
- 榊佑子（トラベルライター） - 水野真紀
- 岩本良夫（レストランチェーン店社長・郁美の夫） - 田中健
- 伊東みどり（スキューバインストラクター） - 高橋かおり
- 榎田俊一（功の同期） - 倉田てつを[5]
- 及川徳松（松本北警察署 刑事） - 石井愃一
- 三田功（佑子の従兄弟） - 飯沼誠司
- 神谷典子（トラベルプレス社 編集長） - 山村紅葉
- 三田洋子（功の母） - 山口果林
- 片山（警部） - 佐藤B作
- 榊隆則（佑子の父・技能継承官） - 愛川欽也

#### スタッフ
- 脚本 - 小森名津
- 監督 - 日名子雅彦

### 関西テレビ制作のドラマ
- 西村京太郎サスペンス（1986年12月1日 - 12月29日）
  - 手を拍く猿（12月1日放送、主演：浅野温子）
  - 女と刑事（12月8日、主演：大谷直子）
  - アカベ・伝説の島（12月15日、主演：藤真利子）
  - 隣人愛・愛されて果てた（12月22日、主演：浅野ゆう子、原作「変身願望」）
  - ピンク・カード（12月29日、主演：音無美紀子）

- 乱歩賞作家サスペンス
  - 友よ、松江で（1988年4月18日、主演：田中美佐子）
  - 仮面の欲望（1989年5月22日、主演：根津甚八）

- 西村京太郎サスペンス (2)（1990年5月7日 - 5月28日）
  - トンネルに消えた… （5月7日、主演：藤田朋子）
  - 殺しのインターチェンジ（5月14日、主演：古尾谷雅人）
  - 脅迫者（5月21日、主演：柴俊夫）
  - 午後九時の目撃者（5月28日、主演：鳥越マリ）

### 傑作推理劇場「殺人志願」
＊殺人志願（1980年7月25日、主演：山本圭）